# Saint-Hugues-de-Chartreuse
Saint-Hugues-de-Chartreuse est un petit village situé dans la commune de Saint-Pierre-de-Chartreuse, en Isère, dans le massif de la Chartreuse. Il est situé à 3 km du chef-lieu et à 30 km de Grenoble. Il culmine à environ 900 m d'altitude.

## Monuments
L’église du XIXe siècle est très renommée. En effet, elle abrite un musée d'art sacré contemporain. Elle comporte sculptures, vitraux, mais aussi de nombreuses fresques d’Arcabas, ce qui lui confère un style tout aussi unique que remarquable.

## Tourisme et loisirs
En hiver, Saint-Hugues abrite une station de ski de fond (avec 62 km de pistes).
Un domaine de ski alpin pour débutants est aussi situé sur le hameau des Égaux et propose 4 téléskis particulièrement adaptés aux débutants .
Six itinéraires de raquettes sont balisés par le foyer de ski de fond.
En été, Saint-Hugues est une étape sur le Tour de Chartreuse, mais aussi une base de départ pour les ascensions de la Dent de Crolles, du Charmant Som, de Chamechaude ou pour des randonnées, à VTT ou à pied, par le GR 9 et d’autres sentiers. On peut également pratiquer d'autres sortes de sports, comme le cyclisme, le football, le parapente, etc.

## Divers
Aux abords de Saint-Hugues-de-Chartreuse se trouve la Colonie de Notre-Dame-de-Vette, qui accueille une cinquantaine d'enfants de 8 à 15 ans pour 3 semaines chaque été au mois d'août. Plusieurs activités sont organisées : jeux dans les bois, jeux nocturnes, veillées, excursions sur les sommets de Chartreuse, sortie annuelle de la Fête des Artisans de Saint-Pierre-de-Chartreuse, etc.